# Akvarisztika

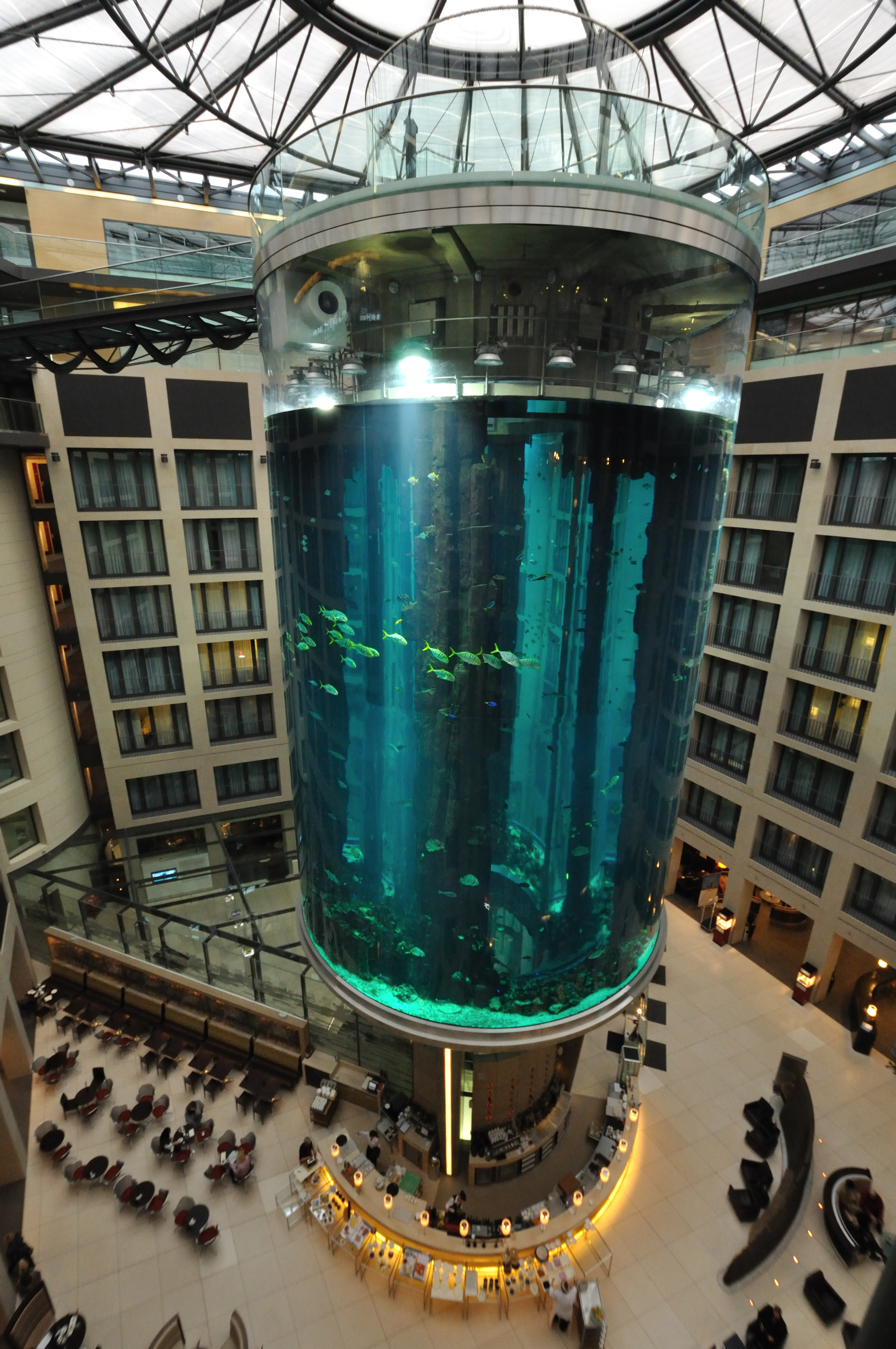
Óriási akvárium Berlinben

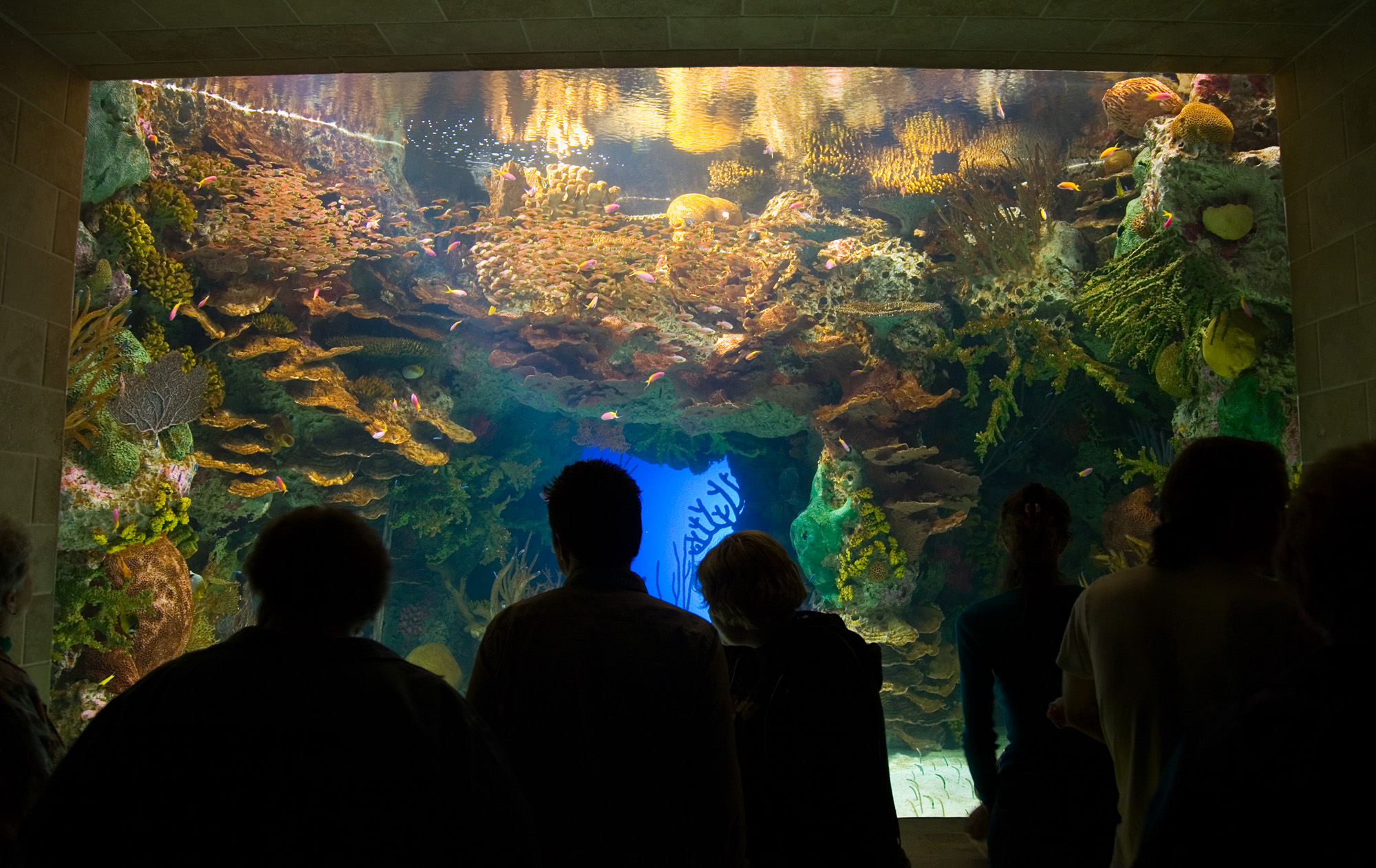
Trópusi akvárium

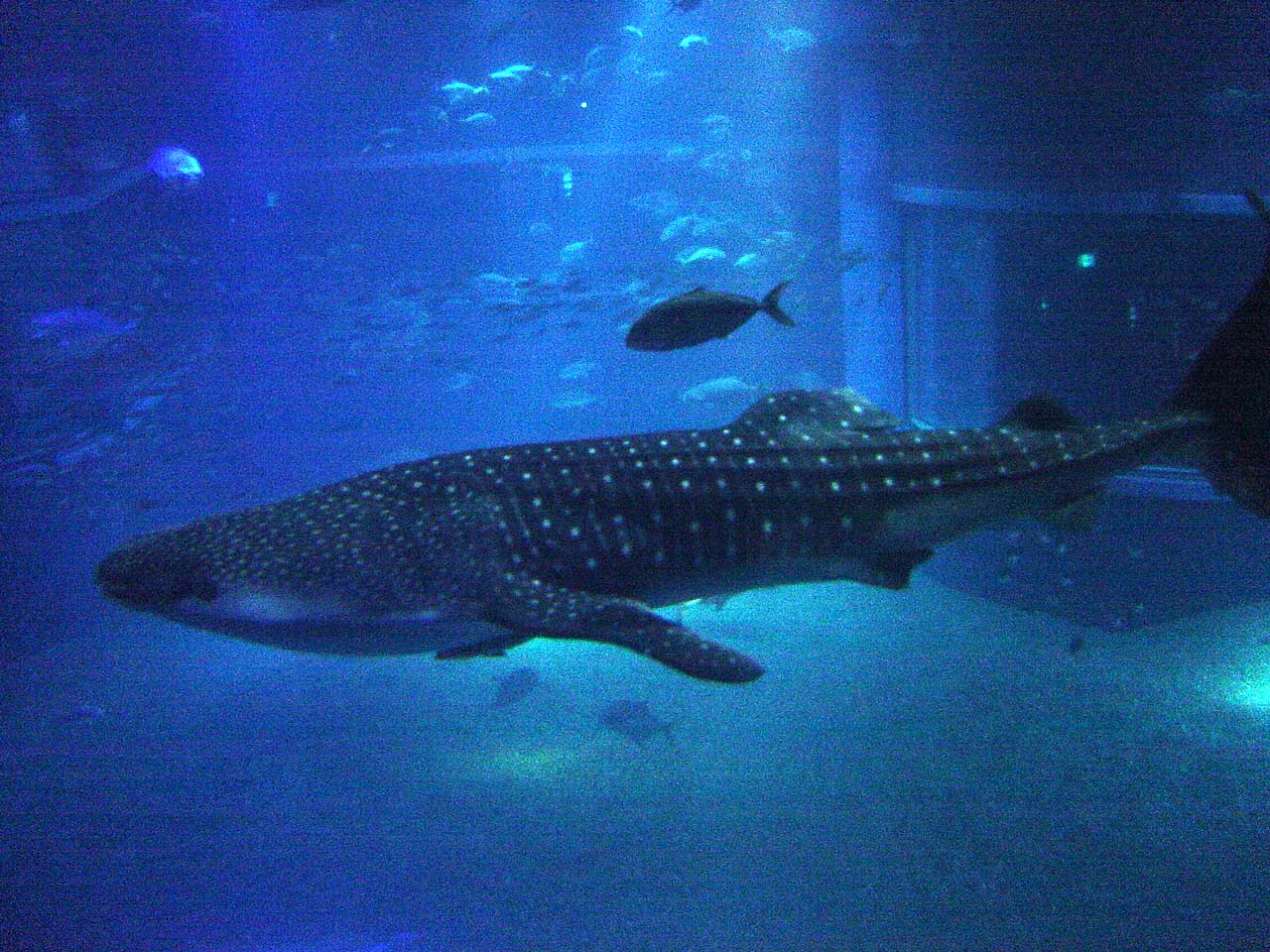
Tengeri akvárium

Az akvarisztika vagy akvarofília a vízi élőlények akváriumban való tartásával foglalkozó, mára tudományággá fejlődött hobbi. Az akváriumban a leggyakrabban előforduló élőlények a halak. Az akváriumi halak ősei vadon éltek, de mára már majdnem minden trópusi édesvízi akváriumi hal fogságban született. A tengeri halfajok közül viszont még igen keveset sikerült fogságban szaporítani, így ezek nagy része vadon befogott. A halakkal közösen élhetnek még az akváriumban más élőlények is, mint például csigák és rákok. Ezek hozzájárulnak az akváriumban zajló élet egyensúlyának megtartásához, elfogyasztják az algákat és az ételmaradékot. Az állati élethez szükséges vízben oldott oxigént egy akváriumban a vízinövények szolgáltatják, de ha ezekből keveset tartunk, akkor ajánlott egy levegőpumpa használata, melynek segítségével a légköri oxigénnel dúsíthatjuk a vizet.
Ez a zárt életközösség alkalmas bizonyos ökológiai jelenségek megfigyelésére, nem csak az emberre és a környezetére fókuszál, hanem az összes mechanizmusra, amelyek az élőlények és a környezetük közötti viszonyokat szabályozzák. Egy akvárium gondozása, jobban mondva az akváriumban létrejött egyensúly fenntartása nem könnyű feladat, ám megfelelő gyakorlattal megvalósítható.
Az akváriumi halak tenyésztéséről és szaporításáról sok könyv íródott különböző nyelveken. Napjainkban e könyvek és az internet segítségével nagyon jó az információcsere az akvaristák között. A kudarc majdnem kizárt, ha kezdők vagyunk, és élünk ezekkel a lehetőségekkel. Ezek ellenére mégis a személyes tapasztalat a legjelentősebb, ha igényes fajok tenyésztésével (például diszkoszhalak) akarunk foglalkozni.
Sokan (világszerte kb. 60 millió ember) csak hobbiként művelik az akvarisztikát, de vannak profi akvaristák is, akik a díszhalak tenyésztéséből keresik meg a jövedelmüket, akik teljes idejüket ennek szentelik.
Az akváriumok csoportosítása: lehetnek édesvíziek, tengeriek (sósvizűek) vagy félsós vizűek (brakkvíziek). E három fő csoporton belül számtalan változat létezhet. Pl.: hideg-, melegvizes, különféle biotópok, korallszirti, halas, holland stb.

## Az akvarisztika története és fejlődése

### A szó eredete
Az akvárium szó a latin aqua (jelentése víz) és a -rium utótagból (jelentése hely vagy építmény) képzett szó.

### Első lépések

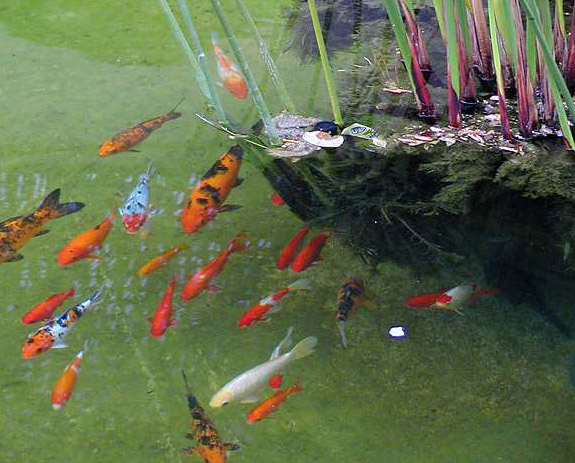
Kínai koi halak

A halak fogságban tartása az ókorba nyúlik vissza. A sumerek ismertek voltak az elfogott halak mesterséges tavakban tartásáról, mielőtt elfogyasztották azokat. A kínaiaknál már 2000 éve ismertek voltak az aranyhalak ősei. A ma ismert aranyhaltípusok legkorábbi példányainak létezésével kapcsolatban a 11-12. századból vannak feljegyzések. Az aranyhaltartásról és -tenyésztésről szóló első kézikönyv - amely egyben a világ első akvarisztikai könyve is - 1596-ból származik. A japánok a kínaiaktól vették át az aranyhalak tenyésztését, és a különféle formaváltozatok kitenyésztésében jeleskedtek. Az ókori egyiptomi művészetben is előfordult az egyiptomiak szent hala, az Oxyrhynchus, melyet templomokban négyszögű medencékben tartottak. Látható, hogy sok nép történelmében jelentős szerepet játszott a haltenyésztés úgy élelmezési, esztétikai, mint vallásos szempontból.
A kezdeti haltartásnak, a római paloták esővízgyűjtőiben tartott halaknak a szúnyoglárvák pusztításában fontos szerepe volt. Ezzel közegészségügyi szerepet is betöltöttek.

### Üvegakváriumok megjelenése
A halak egy zárt környezetben való megfigyelésére létrehozott akvárium fogalma nem olyan régi. Viszonylag nehéz az első akvárium létrehozását egy időponthoz kötni. 1665-ben egy bizonyos Samuel Pepys naplóíró ismeretlen halakról ír, melyeket egy vízzel telített edényben látott. Ez a dolog annak idején Londonban ritkaságnak számított. Pepys leírásából a paradicsomhalra (Macropodus opercularis) lehet következtetni. A 18. században Abraham Trembley biológus hidrát tartott megfigyelésre egy henger alakú üvegmedencében. Innen terjedt el szerte a világon az akvárium.
A valódi akvarisztika kezdetét 1856-tól számítjuk amikor Rossmässler megjelentette dolgozatát Der See im Glasse címmel. Az akvarisztika keresztapja P. H. Goss, aki egy 1853-ba írt munkájában használta először az akvárium kifejezést.

### Elterjedés a világon
Az akvarisztika a nagy-britanniai 1851-es nagy kiállítás után kezdett elterjedni. A kiállítás attrakciója egy fémrámás akvárium volt. Az első fémrámás akváriumok egy, a növények tengeri szállítására alkalmas fémkeretű, üvegoldalú láda mintájára készültek. Az aljuk fémlemezekből készült, hogy alkalmas legyen közvetlen lánggal való fűtésre. A németek versenyre keltek a britekkel és a századfordulóra Hamburg kikötője lett az új díszhalfajok behozatalának európai kapuja. Az első világháború után az elektromosság elterjedésével sokkal könnyebben lehetett különféle berendezéseket üzemeltetni. Az elektromosság lehetővé tette az akváriumok egyszerűbb fűtését, a víz szűrését és a világítását. Az elterjedésben szerepet játszott a légi szállítás megjelenése is ami lehetővé tette a díszhalak Európába szállítását viszonylag rövid idő alatt.
Becslések szerint jelenleg 60 millió akvarista létezik szerte a világon. Nagy részük Európában, Ázsiában és Észak-Amerikában él.

## Akvárium létrehozása és fenntartása

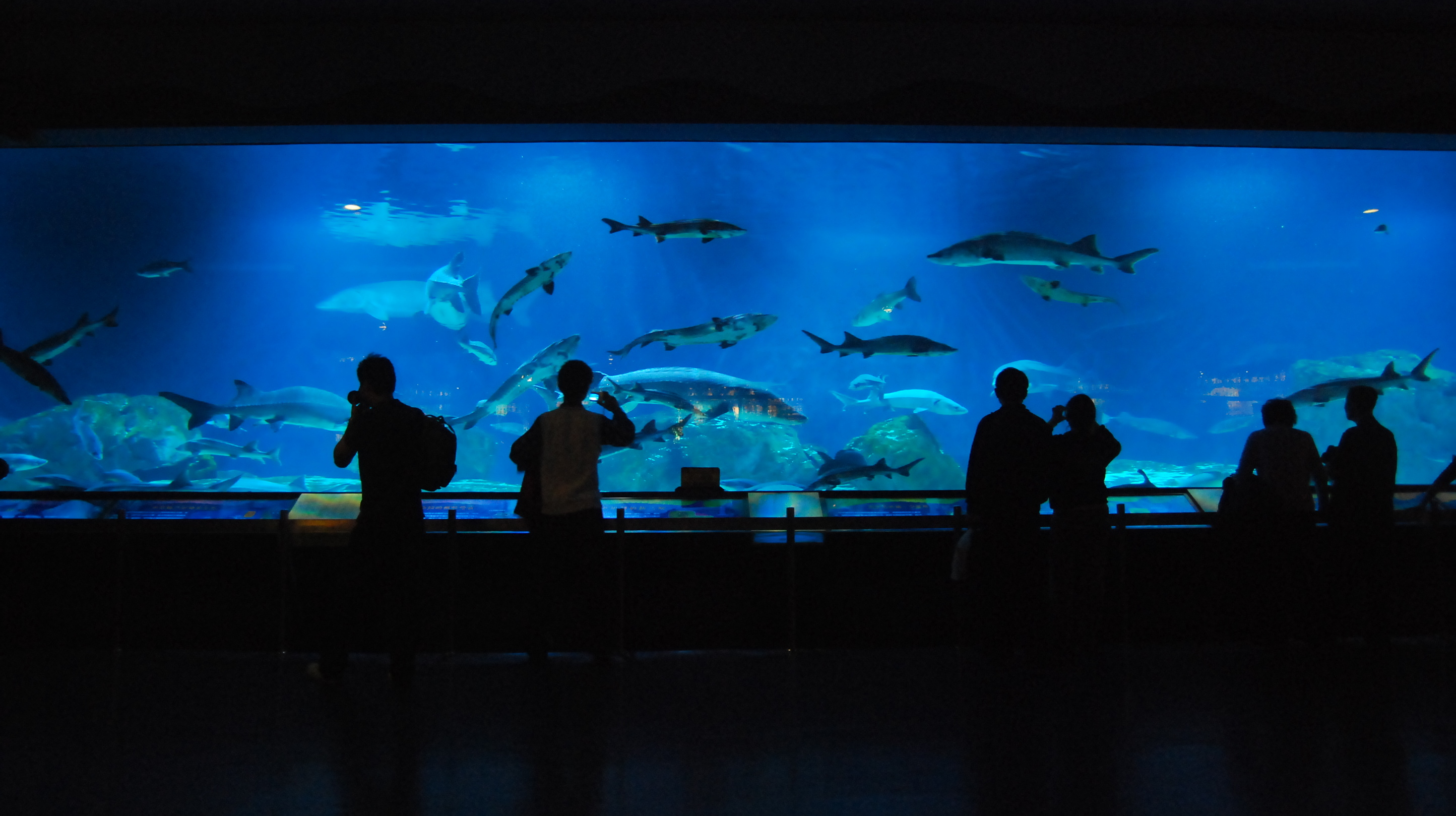
Tengeri akvárium Pekingben

Ahhoz, hogy egy szép akváriumot létre tudjunk hozni, szem előtt kell tartanunk bizonyos tényezőket, melyeknek fontos szerepük van az akváriumi élet fenntartásában. Az akváriumban egyensúlynak kell kialakulnia, a halakra káros kémiai elemeknek le kell bomlaniuk, hasonlóan a természetben létező körforgáshoz.
Hogy ezeket a folyamatokat fent lehessen tartani, különböző felszerelésekre és berendezésekre van szükség. Az akváriumban felborult egyensúlynak katasztrofális következményei lehetnek, mint az algák gyors elszaporodása, halak pusztulása.
A továbbiakban pár fontosabb tényezőről lesz szó, ami az akváriumi életet meghatározza.

### A víz minősége, vízkémia
Ahogy fentebb már volt róla szó, a vízben feloldott só mennyisége szerint az akvárium lehet édesvízi (sótartalom 0,5 g/l alatt), enyhén sós vízi (sótartalom 0,5–30 g/l) és sós vízi (sótartalom 30–40 g/l).
A víz mindenkori minőségét, értékmérő tulajdonságait a környezet alakítja. Az esővíz már az atmoszférában felvehet bizonyos - nem egyszer káros - anyagokat. A talajra hullva újabb anyagokkal, ásványi anyagokkal keveredhet. Ahány vidék, annyiféle víz lehetséges. Az ivóvíz további változásokon megy keresztül, hiszen kezelni, fertőtleníteni kell, melynek során újabb anyagokkal „dúsulhat”, a vezetékből is kioldódhatnak különféle anyagok, ezért aztán mire a fogyasztóhoz ér, már esetleg klór, réz, ólom vagy cink lehet benne. Ezért a hálózati ivóvíznek is megvannak a jellemzői. Most is érvényes az, hogy ahány ivóvíz, annyiféle. Az akváriumban is tanúi lehetünk a változásoknak, hiszen ott folyamatosan biológiai és kémiai folyamatok zajlanak. Annak érdekében, hogy a halak és a vízinövények kifogástalanul éljenek, természetes körülményeket kell biztosítani az akváriumban is. A megfelelő biológiai egyensúly megteremtésében döntő szerepe van a víz mindenkori állapotának, minőségének. A víz legfontosabb kémiai jellemzői időről időre ellenőrizhetők a szaküzletekben beszerezhető reagensekkel, és tesztkészletekkel.

#### A vízkeménység
A víz úgynevezett „összkeménységét” a különféle kalcium- és magnéziumsók okozzák. Attól függően, hogy a nevezett ásványi sókból mennyi van jelen, kemény, közepesen kemény vagy lágy vízről beszélünk. A víz mindenkori keménysége alapvetően befolyásolja a növények és a halak életkörülményeit. A legtöbb díszhal olyan vízben érzi jól magát, melynek keménysége 6° és 16° dH között van (°dH: Grad Deutscher Harte = német keménységi fok).

#### A karbonát keménység
A már említett kalcium- és magnéziumsók mellett úgyszólván minden víz tartalmaz hidrokarbonátokat. A hidrokarbonátoknak fontos szerepük van az akváriumban, mert ún. pH-puffer hatásuk van, ami magyarul annyit jelent, hogy fékezik a mindenkori kémhatás változását, vagyis nem engedik, hogy túlságosan savas vagy lúgos állapot alakuljon ki. A mindenkori hidrokarbonátoknak is nagy hatása van az akvárium élőlényeire, a vízinövényekre, a halakra. A hidrokarbonátok jelenlétét az ún. KH-értékkel jelöljük. Amennyiben ez az érték a már korábban említett 3-10° dH között található, akkor az megfelelő a legtöbb halnak.
A víz keménység szerinti osztályozása
| 0–4 °d   | nagyon lágy      |
| 4–8 °d   | lágy             |
| 8–18 °d  | közepesen kemény |
| 18–30 °d | kemény           |
| 30– °d   | nagyon kemény    |

#### A kémhatás (pHérték)
A víz kémhatása mindig a savak, illetve a lúgok jelenlététől függ, ennek alapján állapítják meg az ún. pH értéket. Ha valamely víz pH 7,0 értékű, akkor semleges kémhatású, tehát nem savas és nem lúgos. Ebben az esetben teljes egyensúlyban van a kémhatás. Ezzel szemben, ha savak vannak jelen, akkor csökken, ha viszont lúgok találhatók, akkor emelkedik a pH érték. A pH érteket hetente legalább egy alkalommal célszerű megmérni. Az akváriumi halak többsége jól érzi magát azokban a vizekben, amelynek pH értéke 6,5 és 8,5 között található. A trópusi „fekete vizekből” származó halfajok különösen jól érzik magukat a lágy és a 6,0–7,0 pH értékű, tehát kissé savanyú vizekben. Ezzel szemben a kelet-afrikai díszsügérek a keményebb és a 7,5–8,5 pH értékű, tehát az enyhén lúgos vizekben érzik kedvezően magukat. A kémhatás (a pH érték) attól függ, hogy milyen az akvárium vizében a karbonát-keménység, valamint a széndioxid-tartalom (CO2). Mihelyt megváltozik a karbonát-keménység vagy a széndioxid-tartalom, nyomban megváltozik a kémhatás is Az enyhén savanyú és lágy vízben a kényes halak és növények egyaránt jól érzik magukat, fejlődésük is erőteljesebb lesz.

#### Ammónia, nitrit és nitrát (NH3, NO2és NO3)
A halak anyagcseréje, a vízinövények és a tápanyagmaradvány következtében sok nitrogénvegyület kerülhet az akváriumba. Ha a vízben növekedik a lúgos irányba a pH érték, akkor ezzel párhuzamosan a mérgező ammónia (NH3) mennyisége is növekszik. (Alacsony pH értéknél csupán a teljesen ártalmatlan ammónium van jelen.) A kényes halak vonatkozásában már a 0,1 mg/l szabad ammónia jelenléte is károsodást okozhat. 0,5 mg/l érték mellett már halpusztulás is bekövetkezhet. A víztisztításban közreműködő baktériumflóra a veszedelmes ammóniát és nem utolsósorban az ammóniumot nitritre bontja le. A nitrit ugyancsak káros a halakra. Éppen ezért figyelemmel kell kísérni a biológiai vízszűrést is. Méghozzá annak érdekében, hogy a nitrit jelenléte soha ne haladja meg a 0,1 mg/l mennyiséget. A nitrittartalom - huzamosabb időn keresztül - nem haladhatja meg a 0,25 mg/l mennyiséget. 0,5 mg/l nitrit jelenléte már egészségkárosító a halak számára. A nitrogén körforgalomban az ún. nitrobakter-baktériumok alakítják át a veszélyes nitritet nitráttá, mely az egyik legfontosabb tápanyaga a növényeknek. Ha azonban a nitrátból is sok van, akkor már az is káros úgy a halakra, mint a növényekre. Jóllehet, az algáknál túlburjánzáshoz vezet. Ha az akvárium vizében a nitrát jelenléte 25 mg/l, akkor az kedvezőnek mondható, ha viszont 50 és 100 mg/l között van, akkor már sok és részleges vízcserére van szükség. Erősen szennyezett, terhelt a víz, ha a nitrát 100 mg/l fölött található. Ez utóbbi esetben már jelentős vízcserére van szükség.
A víz hőmérséklete az egyik legfontosabb akváriumi paraméter. Mivel a díszhalak nagy része a trópusi övezetből származik, ahol egész évben aránylag állandó a víz hőmérséklete, az akváriumban is biztosítani kell a konstans hőmérsékletet. Akvarista tapasztalat szerint a díszhalak többsége jól érzi magát a 25 °C vízben.

#### Oxigén és szén-dioxid
A szellőztetés (sok akvarista társam nézetével ellentétben) sokkal több annál, mintsem, hogy pótoljuk a vízben az elfogyó oxigént. A szellőztetés szerepe ennél jóval sokrétűbb. Pl. olyan eset is előfordulhat, hogy a halak oxigénhiányos tüneteket mutatnak, holott a vízben, mérésekkel igazolhatóan, megtalálható a kellő mennyiségű oxigén. Ez esetben előfordulhat, hogy a vízben nagyfokú szénsav felesleg mérhető, ami azt okozhatja, hogy a halak a légzés végtermékeként létrejövő szén-dioxidot kilélegezzék. Ez természetesen megakadályozza, hogy oxigént tudjanak belélegezni.
Előfordulhat olyan eset is, amikor az akvárium vízének oxigéntartalma túllépi a normális szintet. Ekkor a 200-300%-os túltelítettség is bekövetkezhet. Ez akár a halak pusztulását is előidézheti. A légzési nehézség jelei lehetnek, hogy a kopoltyúk mozgása lelassul, esetleg sok nyálkát választanak ki, illetve egyes szakirodalmak szerint, vérzések is megindulhatnak. Ilyenkor az egyik lehetséges segítség a nagy szemű buborékokkal való intenzív szellőztetés. Ezzel a módszerrel kizavarhatjuk a felesleges oxigént a vízből. Ebből is látszik, hogy a szellőztetésnek, akváriumi körülmények között, nem kizárólag az oxigén pótlásában jut szerep, hanem nagyon nagy szerepe lehet a felesleges gázok akváriumból való kihajtása szempontjából is.

## Magyar nyelvű irodalom
- Horn Péter - Zsilinszky Sándor: Akvarisztika. Gyakorlati díszhaltenyésztés. 1976; 1978. Natura, Budapest ISBN 963 233 044 7
- Dick Mills, 1986. London, Dorling Kindersley Limited: Akvarista kézikönyv. Az akvárium berendezése és az akváriumi halak tartása. Fordítás: Forró László 1991. átdolgozta, ellenőrizte Vida Antal. 1992. Park, Novotrade Könyv ISBN 963 585 144 8